# Nan Madol
Nan Madol je arheološko najdišče, ki se nahaja v zahodnem Tihem oceanu na Karolinskem otočju, v državici Pohnpei, ki je del Federativnih držav Mikronezije. Stoji na otočku Temwen ob vzhodni obali otoka Pohnpei, približno do leta 1628 pa je bilo glavno mesto dinastije Saudeleurjev. Mesto je sestavljala vrsta malih umetnih otokov, ki so med seboj povezani z omrežjem vodnih kanalov. Najdišče s svojimi kamnitimi zidovi obsega približno 1,5 km dolžine in 0,5 km širine, s skoraj stotimi umetnimi otočki, kjer so koralne ploščadi zapolnili s kamni.
Ime Nan Madol pomeni »vmesni prostor«, kar označuje vodne kanale, ki prepredajo ruševine. Po mnenju Gene Ashby naj bi bilo prvotno ime naselja »Soun Nan-leng« (Nebeški greben). Pogosto ga imenujejo tudi Benetke Tihega oceana.

## Zgodovina
Nan Madol je bilo obredno in politično središče dinastije Saudeleur, ki je vse do leta 1628 vladala približno 25.000 ljudem na otoku Pohnpei. Nan Madol leži med glavnim otokom in otokom Temwen, to območje pa je bilo že stoletja poprej prizorišče človeških aktivnosti. V 8. ali 9. stoletju so tod pričeli graditi umetne otočke, značilna megalitska gradnja pa se je verjetno pojavila šele v 12. ali 13. stoletju in je povezana z nastopom legendarne dinastije Saudeleur.
Po izročilu na otoku Pohnpei naj bi Nan Madol ustvarili graditelji kompleksa Leluh ob otoku Kosrae, kjer so bile v uporabi ogromne kanite stavbe. Del graditeljev naj bi se z otoka Kosrae preselil na Pohnpei, kjer so razvili še naprednejše oblike gradnje. Dejansko na otoku Leluh najdemo podobne bazaltne zgradbe in umetne otoke, Leluh pa je z nasipom povezan tud z otokom Kosrae. Toda radiokarbonske analize kažejo, da je Nan Madol začel nastajati dve stoletji pred Leluhom. Podobnost med kompleksoma Leluh in Nan Madol je v tem, da je namen gradnje ločenega mesta verjetno ločitev plemstva od običajnih ljudi.
Legenda pravi, da sta čarovnika dvojčka Olisihpa in Olosohpa iz mitološkega Zahodnega Kataua (ali Kanamwaysoja) zgradila mesto. Brata sta v velikem kanuju iskala mesto, kjer bi postavila oltar na čast bogu poljedelstva Nahnisohnu Sahpwu. Uspelo jima je postaviti oltar v bližini otoka Temwen. Po izročilu sta brata kamnite klade s čarobnimi močmi prenašala po zraku s pomočjo letečega zmaja. Ko je Olisihpa umrl zaradi starosti, je Olosohpa postal prednik dinastije Saudeleur. Kaj se je na koncu zgodilo z bajeslovno dinastijo Saudeleur, ni znano. Legende govorijo o posegu nevihtnega boga, po drugih namigih pa naj bi to dinastijo uničili vojščaki, ki so prišli iz jugovzhodne smeri z otoka Kosrae. Bojevnike naj bi vodil vojskovodja Isokelekel, ki naj bi prav tako vladal v Nan Madolu, njegovi nasledniki pa naj bi naselbino opustili.

## Značilnosti Nan Madola
Arheološko najdišče se razteza na površini več kot 18 km² in vključuje kamnito arhitekturo na koralnem grebenu ob otoku Temwen, mnoge umetne otočke ter bližnjo obalo otoka Pohnpei. Sama naselbina z znamenitimi kamnitimi zidovi se je raztezala približno 1.5 km v dolžino in  0.5 km v širino in je obsegala skoraj 100 umetnih otočkov, ki so nastali z zapolnitvijo koralnih ploščadi, vmes pa so graditelji pustili vodne kanale. Karbonska datacija kaže, da so Nan Madol pričeli graditi okoli 1.200 n.š., ljudje pa so morda živeli tod že okrog 200 pr.n.š. Pri gradnji so uporabljali črni bazalt, ki so tovorili z otoka Pohnpei, ne da bi ga pri tem lomili. Gradnja naselbine je verjetno trajala okrog 300 let.
Otočki so bili kvadratne oblike. V mestu je bilo posebno severovzhodno območje grobnic z 58 otoki. Nekateri otoki so bili namenjeni posebnim dejavnostim - npr. pripravi hrane, izgradnji kanujev, pridelavi kokosovega olja. Umetni otočki so imeli ob bregovih zidove, ki so segali tudi 9,1 metrov v višino. V mestecu ni izvora pitne vode ali hrane - vodo so zaradi tega morali zbirati, ali pa jo skupaj s hrano na plovilih pripeljati iz glavnega otoka
Nan Madol je bila posebna naselbina, namenjena družbeni eliti otoka.  Mestece je imelo  500 do 1.000 prebivalcev, kljub eliti pa je večino prebivalstva bila običajnih otočanov. Vladarji so mestece uporabljali tudi za nadzor svojih nasprotnikov, ki so jih prisilili živeti v naselbini. Mesto je bilo zelo pomembno versko središče, kjer so med drugim častili nevihtnega boga in sveto jeguljo.

## Vpliv Nan Madola na umetnost
Nan Madol je vplival predvsem na nastanek številnih del s področja fantastike, ki obravnavajo tematiko  izgubljenih mest. Mesto je med drugim povezano s sledečimi deli:
- A. Merritt (1918): The Moon Pool (fantastični roman);
- Edward Vesala (1974): Nan Madol (glasbeni album)
- James Rollins (2001): Deep Fathom (fantastično-zgodovinski roman)
- Clive Cussler (2009): Medusa (roman)
- Robert G. Barrett :The Ultimate Aphrodisiac (roman).

## Nenavadne teorije o Nan Madolu
- Nan Madol naj bi bilo eno od najdišč, ki jih je James Churchward označil kot ostanke izgubljene celine Mu;[17]
- Leta 1978 je Bill S. Ballinger postavil domnevo, da so mestece približno 300 pr.n.š. zgradili grški morjeplovci;
- Po Davidu Hatcher Childress je leta 1991 objavil domnevo, da je Nan Madol povezan z izgubljeno celino Lemurijo;[18]
- Art Bell in Whitley Strieber, ki napovedujeta nevarnost nastanka globalnega orjaškega orkana, trdita, da je Nan Madol  tehnološko zahtevna gradnja, ki zahteva napredno družbo. Ker tudi po legendi taka družba ni obstajala, trdita, da je bila naselbina uničena v nenadnih dramatičnih spremembah.

## Priporočeno branje
- Ayres, William S. Nan Madol, Pohnpei. SAA Bulletin. Vol. 10, Nov. 1992. Society for American Archaeology.
- Ayres, William S. Pohnpei's Position in Eastern Micronesian Prehistory, Micronesica, Supplement 2: Proceedings, Indo Pacific Prehistory Association Guam, 1990, strani  187–212.
- Ayres, William S. Mystery Islets of Micronesia. Archaeology Jan-Feb 1990, Str. 58–63.
- Ratzel, Prof. Friedrich. The History of Mankind Book II. London 1896. Races of the Pacific and their migrations. Str.  159-60.